# 遠藤忠夫
遠藤 忠夫（えんどう ただお、1925年1月19日 - 2008年11月24日）は、日本の社会運動家、書店経営者。

## 経歴
宮城県で生まれ、仙台高等工業学校を卒業して国鉄仙台鉄道局で勤務した。退職して日本共産党へ入党し、宮城県委員長などを経て党本部財政部で勤務したが1950年の党分裂時に除名されて離党した。1950年に東京神田でウニタ書舗（ウニタ書店とも）を創業して左翼や新左翼系の出版物を専門的に扱う書店として知られ、1970年代以降は経営が不振で1982年9月20日に閉店した。
ウニタ書舗以降、重信房子と個人的な信頼関係による日本赤軍の連絡役として知られ、北朝鮮と独自の連絡手段を有するとされた。1991年に拉致被害者家族の一部が予定した実名会見を中止するよう働きかけた、と北朝鮮による拉致被害者家族連絡会は公表した。